# Лещёв, Юрий Иванович
Ю́рий Ива́нович Лещёв (20 февраля 1942, Аньково Ивановской области — 26 декабря 2019) — советский боксёр, представитель наилегчайшей весовой категории. Выступал на всесоюзном уровне в 1960-х годах, чемпион СССР, бронзовый призёр советского национального первенства, мастер спорта СССР международного класса. Также известен как тренер по боксу, личный тренер титулованного боксёра-профессионала Андрея Орешкина.

## Биография
Юрий Лещёв родился 20 февраля 1942 года в селе Аньково Ильинского района Ивановской области. Занимался боксом под руководством заслуженного тренера РСФСР Рудольфа Никифоровича Алфёрова, состоял в физкультурно-спортивном обществе «Динамо».
В 1962 году выполнил норматив мастера спорта СССР по боксу.
Наибольшего успеха на всесоюзном уровне добился в 1966 году, когда на чемпионате СССР в Москве одолел всех своих соперников в зачёте наилегчайшей весовой категории и завоевал тем самым награду золотого достоинства. По итогам национального первенства вошёл в основной состав советской национальной сборной, принимал участие в крупных международных турнирах в Дании, ГДР, Мексике.
В 1967 году уступил свои позиции в боксе, не сумел отобраться на Спартакиаду народов СССР, потерпев поражение от Рустама Рахманова в четвертьфинале отборочного турнира в Воскресенске. На чемпионате СССР 1968 года в Ленинакане добрался в наилегчайшем весе до стадии полуфиналов и получил бронзовую медаль.
За выдающиеся спортивные достижения удостоен почётного звания «Мастер спорта СССР международного класса» (первый МСМК по боксу в Иваново).
После завершения карьеры спортсмена занялся тренерской деятельностью, в период 1969—1978 годов работал тренером в ивановской Специализированной детско-юношеской спортивной школе олимпийского резерва № 7, затем вернулся в школу в 1984 году. Подготовил ряд титулованных боксёров, так, один из самых известных его воспитанников — мастер спорта международного класса Андрей Орешкин, серебряный и бронзовый призёр чемпионатов СССР, обладатель Кубка СССР, чемпион мира по боксу среди профессионалов. Также в разное время его учениками были такие ивановские боксёры, как Олег Касаткин, Михаил Сизов, Николай и Павел Галочкины, Юрий Борисов и др.